# Fredrik Christian Schübeler

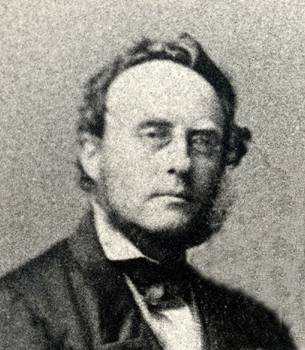
Fredrik Christian Schübeler.

Fredrik Christian Schübeler, född 25 september 1815 i Fredrikstad, död 20 juni 1892 i Kristiania, var en norsk botaniker. 
Schübeler blev medicine kandidat 1840, övergick 1848 till studiet av botaniken, var 1852–53 konservator vid Kristiania universitets botaniska museum och universitetsstipendiat samt blev 1864 lektor och 1866 professor i botanik och styresman för botaniska trädgården i Kristiania. 
Schübelers specialområden var komparativ växtgeografi och Norges botaniska historia. Hans viktigaste arbeten är Die Culturpflanzen Norwegens (1862; ny omarbetad upplaga, "Die Pflanzenwelt Norwegens", 1873–75), Vekstlivet i Norge, med særligt hensyn til plantegeographien (1879) och Viridarium Norvegicum (tre band, 1886–89), hans huvudarbete. 
En betydelsefull sida av Schübelers verksamhet var hans arbete för att höja landets trädgårdsskötsel, bland annat genom att acklimatisera främmande trädgårdsväxter, skapa (1852) och anordna trädgårdsutställningar samt utge allmänfattliga skrifter, såsom Havebog for almuen (1856) och Kjøkkenhaven (1865; tredje upplagan 1886; svensk översättning 1866).